# Zolotoruda
Zolotoruda (en rus: Золоторуда) és un poble (un possiólok) de l'óblast de Sverdlovsk, a Rússia, segons el cens del 2010 tenia 15 habitants.